# Адольф Брезе
Адольф Брезе був французьким військовим офіцером, який проголосив себе президентом Вільної держави Кунані в Південній Америці з 1904 по 1912 рік.
Брезе був загадковою постаттю, який воював проти британців у англо-бурських війнах у Південній Африці наприкінці 19 століття, перш ніж прибути до Південної Америки, і в результаті чого бурські республіки встановили з ним дипломатичні відносини.
Відповідно до тогочасних джерел, Кунані складався з групи європейських авантюристів, які оселилися у віддаленій частині нинішнього бразильського штату Амапа. Щоб привернути інвестиції, люди Кунані побудували п'ятдесят миль залізничних колій, які нікуди не вели й по яких не ходили поїзди.
Остаточна доля Брезе повністю невідома, а Кунані припинив своє існування приблизно в 1912 році. Зрештою, це було невдале бізнес-підприємство, яке так і не отримало визнаної незалежності чи навіть уваги з боку Бразилії.